# Live Ruination
Live Ruinatiom es el segundo EP de Job for a Cowboy. Fue lanzado el 23 de noviembre de 2010 por Metal Blade Records como un EP digital en iTunes. Contiene la presentación en vivo de la banda de 2007, en el New England Metal and Hardcore Festival. A pesar del título del álbum, sólo dos canciones de la Ruination están en ella, sin incluir "The Matter of Splatter", que es una versión de Exhumed y un "bonus track" en algunas versiones de la ruina.

## Lista de temas
Todas las canciones escritas y compuestas por Job for a Cowboy excepto indicado lo contrario. 
| N.º | Título                                     | Duración |  |
| 1.  | «The Matter of Splatter» (Exhumed versión) | 3:43     |  |
| 2.  | «Embedded»                                 | 3:32     |  |
| 3.  | «Altered from Catechization»               | 3:54     |  |
| 4.  | «Entombment of a Machine»                  | 4:27     |  |
| 5.  | «Unfurling a Darkened Gospel»              | 3:51     |  |
| 6.  | «Regurgitated Disinformation»              | 4:56     |  |

## Personal
- Jonny Davy – voz
- Bobby Thompson – guitarra
- Al Glassman – guitarra
- Brent Riggs – bajo, coros
- Jon Rice – batería, percusión